# محمد المرير
محمد بن أحمد بن محمد بن عبد الله المرير، وُلد عام 1304 هـ/1887 م بمدينة تطوان، ينحدر من أسرة علمية عريقة ذات أصول جبلية من قبيلة بني سعيد الغمارية، مدشر "أوشتام". نشأ في كنف عائلة مرتبطة بالعلم والقرآن.

## التعليم الأولي والشيوخ بتطوان
بدأ الفقيه المرير تعليمه في المكتب القرآني بحومة الربض الأسفل، حيث حفظ القرآن الكريم على يد الفقيه عبد الكريم كركيش، وتعلّم التجويد على يد الفقيه الأمين أبو حديد. بعد حفظ القرآن الكريم، درس مختلف العلوم الإسلامية التقليدية، وحفظ متوناً مثل "ابن عاشر"، و"ألفية ابن مالك"، و"لامية الزقاق"، و"مختصر الشيخ خليل". حضر دروس أبرز علماء تطوان، ومنهم:
- محمد بن أحمد البقالي.

- أحمد الزواق.
- أحمد الرهوني.
- عبد الله لوقش.

وقال رحمه الله عن نفسه: (ولما آنس مني بعض الشيوخ أني حصلت على جل ما يمكنني تحصيله بمدرسة تطوان؛ صار يحثني على إعمال الرحلة للحضرة الإدريسية لإتمام دراستي، حيث إن تلك الحضرة هي المدرسة العليا، وبها كلية القرويين التي تعطى بها الدروس العالية في سائر العلوم المتداولة بالمغرب. فانشرح صدري لذلك وأعملت الرحلة للحضرة المذكورة).

### الدراسة بفاس وشيوخه
انتقل إلى فاس عام 1325 هـ/1907م لاستكمال تعليمه بجامعة القرويين. تتلمذ على أيدي كبار علماء العصر، مثل أحمد بن الخياط، عبد الرحمن بن القرشي، محمد بن جعفر الكتاني، وأبو شعيب الدكالي. أقام في مدرسة الصفارين ثم في الزاوية الفاسية، وشارك في حلقات علمية متنوعة.

### العودة إلى تطوان والعمل التدريسي
عاد إلى تطوان عام 1328 هـ/1910 م، حيث بدأ التدريس في المساجد والزوايا، مثل جامع لوقش، الجامع الكبير، وزاوية سيدي علي بركة. قام بتدريس علوم اللغة، الفقه، المنطق، والحديث، وكان منزله أيضاً مقراً للعلم.

## المناصب والوظائف
شغل الفقيه المرير العديد من المناصب، من بينها:
- الإفتاء والعدالة بطنجة (1911).

ولما حل بتطوان أول خليفة لجلالة السلطان، وهو الأمير مولاي المهدي بن إسماعيل:
- استدعي للعمل بوزارة العدلية، وذلك سنة: 1913م.
- عين كاتباً ثانياً للوزير (الصدر الأعظم) بن عزوز.
- وفي سنة 1919 عين قاضياً بالقصر الكبير وقبيلتي الخلوط والطليق. وفي هذه الفترة درّس بالقصر الكبير صحيح الإمام مسلم، ومختصر خليل بشرح الدّردير.
- وفي سنة 1925 عين قاضيا بأصيلة وعمالتها.
- وفي سنة 1926 عين قاضياً بتطوان وقبيلة بني سعيد.
- ثم في سنة 1934 عين في منصب شيخ العلوم بالمنطقة الخليفية. (عميد الدراسة الإسلامية).
- وفي سنة 1939 عين رئيساً للمجلس الأعلى للاستئناف الشرعي بالمنطقة المذكورة، وظلّ في هذه المهمة إلى أن أعلن عن استقلال المغرب، فعين بظهير ملكي شريف رئيسا للقسم الإقليمي لاستئناف أحكام القضاة، وبقي في هذا المنصب إلى سنة 1963 حيث أحيل على المعاش.

وإلى جانب هذه المهام، كان عضوا نشيطا، ومرجعا مهماً، في مجالس علمية وتنظيمية مختلفة، منها:
- عضوية المجمع العلمي الذي تأسس عام 1335، (1916)، وكان يترأسه باشا تطوان السيد الحاج أحمد الطريس، ويضم نخبة من العلماء والكتاب والأعيان.
- عضوية مجلس تحضير نظام الأحباس العامة الذي تأسس عام 1358، (1939)، وكان يترأسه الصدر الأعظم.
- عضوية المجلس العلمي الثاني، الذي تألف عام 1345 (1927) لإصلاح حالة التعليم.
- عضوية مجلس العلماء المعين لدراسة ومرجعة حقوق الانتفاع والتصرف في أملاك الاحباس، وقد تألف عام 1345 (1927).
- عضوية المجلس الأعلى للتعليم الإسلامي، الذي تأسس عام 1355 (1937).
- عضوية لجنة تنظيم القضاء الشرعي، وكذلك عضوية لجنة تحضير نظام محاكم الباشوات والقواد بالمنطقة الخليفية.
- المساهمة في تأسيس المعهد العالي للتعليم الديني بتطوان، والتدريس به.

## مؤلفاته
ألف العديد من الكتب، بعضها مطبوع والبعض الآخر مخطوط، منها:
- كتاب: “الأبحاث السامية في المحاكمالإسلامية”؛ دعا فيه المؤلف إلى إصلاح القضاء وأسسه وتجديد رسومه في فترة عصيبة من تاريخ الأمة الإسلامية. ويحتوي الكتاب على مقدمة إجمالية في الفقه والقانون الشرعي وأدلة التشريع الإسلامي ومواده والقياس المنطقي والمصالح المرسلة، وكلمة عن المذاهب الفقهية والمصالح العامة والأحكام والنظم والمؤسسات التشريعية الإسلامية وتراتيبها النظامية إلى غير ذلك..
- كتاب: “بلوغ الأمل بالمهم من شرح العمل”؛ وهو شرح للعمل الفاسي يقع في نحو 400 صفحة، في جزء واحد، فرغ من تأليفه متم غشت 1921.
- كتاب: “العقود الأبريزية على طرر الصلاة المشيشية”؛ وهو شرح للصلاة المنسوبة للشيخ مولاي عبد السلام ابن مشيش، صدر عن جمعية تطاون أسمير في جزء واحد، من تقديم وتخريج ابن المترجم الأستاذ أحمد بن محمد المرير، ومراجعة الأستاذ جعفر ابن الحاج السلمي.
- كتاب: “اللسان المعرب عن تاريخ وسياسة ملوك المغرب”؛ شرع الفقيه المرير في تأليفه أواسط العقد الثالث من القرن الماضي، واشتمل على مقدمة جامعة في فن التاريخ ووصف بلاد المغرب جغرافيا واقتصاديا واجتماعيا، وكشف فيه عن بعض تراتيب ونظم حكومات بلاد المغرب بعد الفتح الإسلامي؛ أثناء قيام الدولة الإدريسية واستقرارها في المغرب، وبعدها الدولة اللمتونية (المرابطية)، ثم أيام الدولة الموحدية وبعدها فترة حكم الدولة المرينية، ثم انتقل إلى التأريخ للدولة السعدية إلى غاية فترة حكم المنصور.. وصولا إلى أيام حكم الدولة العلوية؛ وهي التي عرض فيها لنظام الحكم سياسيا واقتصاديا واجتماعيا وعلميا..
- كتاب: “الدرر العقيانية على غرر الأحكام القرآنية”، وهو في مجلد واحد من جزأين، وقد وصف المؤلف هذه الدروس في فهرسته “النعيم المقيم” قائلا: “قلتُ: ولقد كنتُ أقرأ مع الطلبة كتاب “أحكام القرآن” لابن العربي، وكنت أطيل الذيل في التقرير، وأتتبع كلام ابن العربي حرفا حرفا، وأجهد نفسي في شرح كلامه لأنه، كما لا يخفى، كلام إمام مشارك مجتهد في مآخذ الأحكام، واستخراج الفروع من تلك الآيات التي تتعلق بها، ويأتي بأقوال المفسرين في الآية..”
- كتاب: “القول الفصل، والحكم العدل، في مسألتي القبض والسدل”؛ وهو في مجال المباحث الفقهية الأصولية، ونُشر بالاشتراك مع المجلس العلميّ المحلّيِّ بتطوان وجمعية تطاون أسمير.
- كتاب: “تعليقات على شرح العلامة ابن سلطان “للشفا”: أملاها الفقيه محمد المرير خلال دروس “الشفاء” التي كان يلقيها ببيته لعموم الطلبة وغيرهم عام 1337هـ.
- كتاب: “إقامة الدليل والبرهان، على حرمة تمثيل قصة أهل الكهف من القرآن في مسارح اللهو ومراصد الشيطان”: عرض فيه للتوتر الفكري والاجتماعي الذي ظهر في تطوان عام 1943م، إثر تعبير فرقة مسرحية ناشئة عن رغبتها في تقليد المصريين في تمثيل قصة أهل الكهف.
- ومن رسائله كذلك: “ترجمة مختصرة للسلطان المولى محمد بن عبد الله العلوي”، و”المقتطف اللطيف من المقصد الشريف لصلحاء الريف”، و”النفحة النّدية، من أخبار الدولة السعدية”، و”الروض الباسم، من غيث نظم ابن عاصم”، وكتاب: “المباحث اللطاف، في الفطر والصوم بالتلغراف”، وكتاب: “تسهيل العسير، من خطبة شرح الدردير”، وكتاب: “مبهج الحذاق، بمحاذاة لامية الزقاق”، وكتاب: “غاية الأماني، في تعلق صفات المعاني”، وكتاب: “حاشية على شرح بنيس لهمزية البوصيري”، وغيرها من التقاييد والأنظام.
- ويبقى عمله الضخم “النعيم المقيم في ذكر مدارس العلم ومجالس التعليم” أهم مؤلف للفقيه المرير، وهو موسوعة حافلة بالنصوص، زاخرة بالتراجم، غنية بالأحداث التاريخية والمساجلات العلمية، كان الدافع الرئيسي لتأليفها رغبته في التعريف بالعلماء والمتصوفين بتطوان ونواحيها خلال القرنين الثامن والتاسع عشر الميلادي، مما يعطينا فكرة متكاملة عن الوضع الثقافي بتطوان ونواحيها.[3]

## وفاته
توفي يوم الإثنين 15 محرم 1398 هـ/26 ديسمبر 1977 م بعد مرض قصير. دُفن في زاوية سيدي يوسف حنصل بحومة أحفير في تطوان، وصُلّي عليه بالمسجد الأعظم، حيث ألقى تلميذه البشير أفيلال كلمة تأبينية مؤثرة.